# 田辺一邑
田辺 一邑（たなべ いちゆう、1961年3月24日 - ）は、講談協会所属の講談師。
古典講談をはじめ新作講談・童話・文学作品など、口演レパートリーは多数多彩。故郷浜松を中心に各地の偉人を次世代に語り継ぐシリーズなど、オリジナル講談の自作と口演も意欲的に手掛けている。

## 人物
静岡県浜松市小沢渡町出身。本名は鳥井 由紀子(旧姓:渥美)。浜松市立新津中学校・静岡県立浜松北高等学校1979年卒業 。横浜市立大学文理学部文科・独語独文学専攻1984年卒業 。
大学卒業後、日航情報開発(株)を中心に10年以上に渡りシステムエンジニアとして企業に勤めた経歴を持つ。江戸文化歴史検定2級を持ち、はとバス「講談師と行く花のお江戸コース」「怪談コース」などでガイドを務める事がある。また各種の散歩ツアーでもガイド役を行なっており、趣味はそのまま町歩き。出身地の静岡県浜松市には深い愛着を持っており、同市にゆかりある偉人達を講談にて自作し語り継いでいる。浜松市やらまいか大使に就任。

## 来歴
- 1997年8月 - 田辺一鶴に入門して「一邑」。
- 2000年10月 - 二ツ目昇進。
- 2001年11月 - 一鶴と共に渡米。ロサンゼルスで口演。
- 2003年 - この年より浜松市犀ヶ崖資料館でビデオ解説出演
- 2005年4月 - 一鶴とともに愛知万博「愛・地球博」会場にて口演。
- 2007年～2010年 - この間NHK文化センター講師を務める。
- 2009年4月 - 真打昇進[4]。
- 2009年7月～9月 - 静岡新聞コラム窓辺欄執筆。
- 2010年1月～6月 - 埼玉ショッパーコラム欄執筆。
- 2010年4月 - 静岡県出版文化会講師。
- 2010年 - 浜松市やらまいか大使就任。

## 主なネタ
- 古典
  - 西行鼓ヶ滝
  - 中江藤樹
  - 良弁杉の由来
  - 妲己のお百(連続)
  - お富与三郎(連続)
  - 三方ヶ原軍記より湯水の行水
  - 清水の次郎長伝より石松闇討ちお民の度胸
  - 赤穂義士後日談 「小田小右衛門」 「秋色桜」
  - 山内一豊の妻
  - お竹如来
  - 左甚五郎（連続）
  - 秀忠の母西郷局

- 古典アレンジ
  - 殿中刃傷・赤穂の早打ち(道中付け)
  - 楠泣男
  - 小牧山合戦　井伊直政VS森長可

- 新作
  - 曲馬団の女
  - 英国密航(道中付け)
  - 金色夜叉

- 童話-新美南吉作品
  - おぢいさんのランプ
  - 花のき村と盗人たち

- 自作
  - キューポラの街物語(川口)
  - 二宮金次郎(小田原)
  - 十勝開拓の祖　依田勉三（伊豆・帯広）
  - 薬学の父　長井長義（徳島・ドイツ）

- 自作-浜松の偉人シリーズ
  - 山葉寅楠オルガンを直す
  - フジヤマのトビウオ古橋廣之進
  - 今芭蕉　松島十湖　立志編
  - 井伊次郎法師直虎

- 文芸作品
  - 瞼の母

## 弟子

### 真打
- 田辺凌鶴 - 田辺一鶴死去に伴い移籍
- 田辺一乃 - 田辺一鶴死去に伴い移籍

### 二ツ目
- 田辺いちか
- 田辺一記